# Lista de canais de Marte
Os canais de Marte foram nomeados, por Schiaparelli e outros, em referência a rios reais e lendários em vários locais na Terra ou no submundo mitológico. Alguns destes nomes estão listados abaixo, junto às regiões as quais pensava-se que eles se conectavam.

## A
| Nome         | Pronúncia      | Localidade                                                                                            | Origem do nome                                                                           |
| ------------ | -------------- | --- | ---------------------------------------------------------------------------------------- |
| Acalandrus   | ˌækəˈlændrəs   | | De um córrego em Lucânia, Itália, agora chamado Calandro                                 |
| Acampsis     | əˈkæmpsɨs      | | De um rio em Ponto que fluía rumo ao Mar Negro, agora chamado Çoruh/Chorokhi             |
| Acesines     | æsɨˈsaɪniːz    | | De um rio siciliano, agora chamado Cantara; também nome de Chenab, um dos rios do Punjab |
| Achana       | ˈækənə         | | De um rio no norte da Arábia                                                             |
| Achates      | əˈkeɪtiːz      | | De um rio siciliano, agora chamado Drilo, no qual ágatas foram encontrados               |
| Acheloüs     | ˌækɨˈloʊəs     | | De Aqueloo, um rio no oeste da Grécia                                                    |
| Acheron      | ˈækɪrɒn        | | De Aqueronte, nome real tanto de um rio em Epiro quanto de um rio mitológico em Hades    |
| Acis         | ˈeɪsɨs         | | De um rio siciliano, agora chamado Fiume di Iaci                                         |
| Aeacus       | ˈiːəkəs        | De N a S: corre por Cebrenia até a junção dos canais de Styx e Boreas                                 |                                                                                          |
| Aeolus       | ˈiːoʊləs       | | De Éolo, guardião dos ventos na mitologia grega                                          |
| Aesis        | ˈiːsɨs         | | De um rio italiano, agora chamado Fiumesino                                              |
| Aethiops     | ˈiːθiːɒps      | | Significa "o etíope"                                                                     |
| Agathodaemon | ˌæɡəθoʊˈdiːmɒn | De N a S: conneca Tithonius Lacus a Aonius Sinus, oposto a Protei Regio; logo a oeste de Aurea Cherso | Significa "bom espírito"                                                                 |
| Alcyonius    | ˌælsiːˈoʊniəs  | |                                                                                          |
| Alpheus      | ælˈfiːəs       | Corre a NS por Hellas                                                                                 | Do rio Alfeu no Peloponeso da Grécia                                                     |
| Ambrosia     | æmˈbroʊʒiə     | De S a N: conecta Solis Lacus a Bosphorus Gemmatus, correndo por Thaumasia                            | De ambrosia, o alimento lendário dos deuses                                              |
| Amenthes     | əˈmɛnθiːz      | |                                                                                          |
| Amphrysus    | æmˈfraɪsəs     | | De um rio tessálio, agora chamado Armiro                                                 |
| Amystis      | əˈmɪstɨs       | | De um rio na Índia                                                                       |
| Anapus       | əˈneɪpəs       | | De um rio acarnaniano ou siciliano                                                       |
| Anian        | ˈeɪniːæn       | Em referência ao Estreito de Anián, uma mítica passagem marítima no noroeste americano                |                                                                                          |
| Antaeus      | ænˈtiːəs       | De NO a SE: da junção dos canais de Cerberus e Eunostos à região de Atlantis                          | De Anteu, filho da Terra, um gigante oponente de Heracles                                |
| Anubis       | əˈnjuːbɨs      | | Do deus egípcio Anúbis                                                                   |
| Apis         | ˈeɪpɨs         | | Do deus egípcio Ápis                                                                     |
| Araxes       | əˈræksiːz      | De E a O: conecta Phoenicis Lacus com a terminação L de Mare Sirenum                                  | Do rio Arax no leste de Anatólia, norte do Irã                                           |
| Argaeus      | ɑrˈdʒiːəs      | Flui do S do polo até a junção dos canais Pyramus e Pierius                                           |                                                                                          |
| Arges        | ˈɑrdʒiːz       | |                                                                                          |
| Arnon        | ˈɑrnɒn         | De N a S: conecta Arethusa Lacus a Ismenius Lacus                                                     | Do pequeno rio Arnon agora no reino da Jordânia                                          |
| Aroeris      |                | De NE a SO: de "Copais Palus" a Ismenius Lacus                                                        |                                                                                          |
| Arosis       | ˈæroʊsɨs       | |                                                                                          |
| Arsanias     | ɑrˈseɪniæs     | | De um rio armênio                                                                        |
| Artanes      | ˈɑrtəniːz      | |                                                                                          |
| Ascanius     | æsˈkeɪniəs     | | Do troiano Ascânio, filho de Eneias                                                      |
| Asclepius    | æsˈkliːpiəs    | | Da divindade grega da cura Esculápio                                                     |
| Asopus       | əˈsoʊpəs       | |                                                                                          |
| Astaboras    | æsˈtæboʊræs    | E a O: conecta Syrtis Major a Ismenius Lacus                                                          | De um nome para o rio Atbara, uma ramificação do Nile superior                           |
| Astapus      | ˈæstəpəs       | | De um nome para o rio Nilo Azul                                                          |
| Astusapes    | æsˈtjuːsəpiːz  | | De um nome para o rio Nilo Branco                                                        |
| Atax         | ˈeɪtæks        | |                                                                                          |
| Athesis      | ˈæθɨsɨs        | | Do rio Ádige em Veneza                                                                   |
| Athyr        | ˈeɪθɪr         | | De uma forma do nome da deusa egípcia Hator                                              |
| Avernus      | əˈvɛrnəs       | De NE a SO: conecta Ammonii Fons à terminação E de Mare Cimmerium via Aquae Apollinaris               | Do rio Averno no Hades                                                                   |
| Avus         | ˈeɪvəs         | |                                                                                          |
| Axius        | ˈæksiəs        | |                                                                                          |
| Axon         | ˈæksɒn         | |                                                                                          |

## B-D
| Bactrus      | ˈbæktrəs          | | De um rio na Báctria                                                       |
| Baetis       | ˈbiːtɨs           | | De um nome clássico para o rio Guadalquivir                                |
| Bathys       | ˈbeɪθɨs           | |                                                                            |
| Bautis       | ˈbɔːtɨs           | |                                                                            |
| Belus        | ˈbiːləs           | |                                                                            |
| Boreas       | ˈboʊriæs          | De E a O: conecta o canal de Propontis a Anian                                                                   | De Bóreas, o nome grego para o Vento Norte                                 |
| Boreosyrtis  | ˌboʊriːoʊˈsɪrtɨs  | De E a O em uma curva entre Utopia e Dioscuria                                                                   |                                                                            |
| Brontes      | ˈbrɒntiːz         | |                                                                            |
| Cadmus       | ˈkædməs           | | Do herói grego Cadmo                                                       |
| Caicus       |                   | |                                                                            |
| Callirrhoë   | kæˈlɪroʊiː        | | Significa "fluindo com beleza"                                             |
| Cambyses     |                   | |                                                                            |
| Cantabras    |                   | |                                                                            |
| Carpis       | ˈkɑrpɨs           | |                                                                            |
| Casius       | ˈkeɪʒiəs          | De NO a SE: conecta Copaïs Palus a Nodus Alcyonius                                                               |                                                                            |
| Casuentus    | ˌkæʒuːˈeɪntəs     | |                                                                            |
| Catarrhactes | ˌkætæˈræktiːz     | |                                                                            |
| Caÿster      | keɪˈɪstər         | | –                                                                          |
| Cedron       | ˈsiːdrɒn          | De NO a SE; conecta o canal de Jaxartes a Arethusa Lacus                                                         | Do Livro de Cedron próximo a Jerusalém                                     |
| Centrites    |                   | |                                                                            |
| Cephissus    | siːˈfɪsəs         | | Para qualquer um dos vários rios na Grécia chamados Cefiso                 |
| Ceraunius    | siːˈrɔːniəs       | Um canal largo, ou par de canais, correndo de NS de Tharsis até o intermédio de Tempe e Arcadia                  |                                                                            |
| Cerberus     | ˈsɛrbɪrəs         | De NE a SO: conecta Trivium Charontis à terminação O de Mare Cimmerium                                           | Do nome do cachorro Cérbero que guarda os portões de Hades                 |
| Cestrus      | ˈsɛstrəs          | |                                                                            |
| Chaboras     |                   | |                                                                            |
| Chretes      | ˈkriːtiːz         | |                                                                            |
| Choaspes     | koʊˈæspiːz        | | De Coaspes, um rio de Susa, Pérsia                                         |
| Chrysas      | ˈkraɪsæs          | |                                                                            |
| Chrysorrhoas | kraɪˈsɒroʊæs      | De N a S: conecta Lunae Lacus a Tithonius Lacus                                                                  | Significa "fluindo com ouro"                                               |
| Cinyphus     |                   | |                                                                            |
| Clitumnus    | klaɪˈtʌmnəs       | |                                                                            |
| Clodianus    | ˌklɒdiːˈeɪnəs     | |                                                                            |
| Cocytus      | koʊˈsaɪtəs        | | Nomeado em referência a Cócito, um rio mítico de Hades                     |
| Cophen       | ˈkoʊfɛn           | |                                                                            |
| Coprates     |                   | |                                                                            |
| Corax        | ˈkoʊræks          | |                                                                            |
| Cyaneus      | saɪˈeɪniəs        | |                                                                            |
| Cyclops      | ˈsaɪklɒps         | Continuação meridional do canal de Galaxias, correndo a partir da junção de Cerberus e Eunostos a Mare Cimmerium | Nomeado em referência ao monstro de um olho só Ciclope, da mitologia grega |
| Cydnus       | ˈsɪdnəs           | |                                                                            |
| Cyrus        | ˈsaɪrəs           | |                                                                            |
| Daemon       | ˈdiːmɒn           | |                                                                            |
| Daix         |                   | |                                                                            |
| Daradax      |                   | |                                                                            |
| Dardanus     | ˈdɑrdənəs         | De E a O: conecta Niliacus Lacus ao canal de Ceraunius                                                           |                                                                            |
| Dargamenes   |                   | |                                                                            |
| Deuteronilus | ˌdjuːtɪroʊˈnaɪləs | De E a O: conecta Ismenius Lacus a Niliacus Lacus via Dirce Fons                                                 | Significa 'Segundo Nilo'                                                   |
| Digentia     | daɪˈdʒɛnʃiə       | |                                                                            |
| Dosaron      |                   | |                                                                            |
| Drahonus     |                   | |                                                                            |

## E-F
| Elison     |              |                                                                                   |                                                                      |
| Eosphoros  | iːˈɒsfoʊrɒs  | De NO a SE: conecta Phoenicis Lacus a Solis Lacus                                 | Significa "mensageiro do amanhecer"                                  |
| Erannoboas | ˌɛræˈnɒboʊæs |                                                                                   | Um rio da Índia                                                      |
| Erebus     | ˈɛrɨbəs      |                                                                                   | De Érebo, um nome para o submundo                                    |
| Erigone    | iːˈrɪɡoʊniː  |                                                                                   |                                                                      |
| Erinaeus   | ˌɛrɨˈniːəs   |                                                                                   |                                                                      |
| Erinnys    | iːˈrɪnɨs     | De E a O: conecta a terminação O de Mare Sirenum a Titanum Sinus em Memnonia      | Do mítico Erínias                                                    |
| Erymanthus | ˌɛrɨˈmænθəs  |                                                                                   |                                                                      |
| Eulaeus    | juːˈliːəs    |                                                                                   |                                                                      |
| Eumenides  | juːˈmɛnɨdiːz | De NO a SE: a continuação SE do canal de Orcus, de Nodus Gordii a Phoenicis Lacus | De outro nome para Erínias                                           |
| Eunostos   | juːˈnɒstɒs   |                                                                                   |                                                                      |
| Euphrates  | juːˈfreɪtiːz | De N a S: conecta Sinus Sabaeus a Ismenius Lacus                                  | Do rio Eufrates na Mesopotâmia, um dos quatro rios do Jardim do Éden |
| Euripus    | juːˈraɪpəs   | De SE a NO, conecta Mare Tyrrhenum e Mare Hadriaticum, correndo por Ausonia       | Nomeado em referência a um estreito entre Eubeia e Beócia            |
| Eurotas    | juːˈroʊtæs   |                                                                                   | Em referência ao rio Eurotas na Grécia                               |
| Eurymedon  | juːˈrɪmɨdɒn  |                                                                                   |                                                                      |
| Eurypus    | ˈjuːrɨpəs    |                                                                                   |                                                                      |
| Evenus     | iːˈviːnəs    |                                                                                   | também conhecido como Euenus /jəˈwinəs/                              |
| Feuos      | ˈfjuːɒs      |                                                                                   | também conhecido como Fevos [ ˈfivɒs ]                               |
| Fortunae   | fɒrˈtjuːniː  |                                                                                   | Significa "afortunado"                                               |

## G-H
| Gaesus     | ˈdʒiːsəs       |                                                                                              |                                                                                   |
| Galaesus   | ɡəˈliːsəs      |                                                                                              |                                                                                   |
| Galaxias   | ɡəˈlæksiæs     | De N a S: de Anian até a junção de Cerberus e Eunostos a S de Elysium                        |                                                                                   |
| Ganges     | ˈɡændʒiːz      | De N a S: conecta Lunae Lacus a Aurorae Sinus                                                | Do Ganges, um rio da Índia.                                                       |
| Ganymede   | ˈɡænɨmiːd      |                                                                                              | De Ganímedes, o copeiro de Zeus                                                   |
| Garrhuenus |                |                                                                                              |                                                                                   |
| Gehon      | ˈdʒiːɒn        | De N a S: conecta Mare Acidalium à terminação O de Sinus Sabaeus                             | De Giom, um dos quatro rios do Éden. Também grafado Gihon [ ˈdʒajɒn ]             |
| Gigas      | ˈdʒaɪɡæs       | De NE a SO: conecta Ascraeus Lacus a Titanum Sinus via Lucus Maricae                         | Do monstro mítico chamado Gigantes                                                |
| Glaucus    | ˈɡlɔːkəs       |                                                                                              |                                                                                   |
| Gorgon     | ˈɡɒrɡɒn        | Conecta Mare Sirenum e o canal de Eumenides próximo a Nodus Gordii                           | Do monstro mítico Górgona                                                         |
| Gyes       | ˈdʒaɪiːz       |                                                                                              |                                                                                   |
| Gyndes     | ˈdʒɪndiːz      |                                                                                              | De um rio tributário do rio Tigre                                                 |
| Hades      | ˈheɪdiːz       | De N a S: conecta Trivium Charontis e Propontis                                              | Do nome grego para o inferno e sua divindade reinante, Hades                      |
| Halys      | heɪlɨs         |                                                                                              |                                                                                   |
| Harpasus   |                |                                                                                              |                                                                                   |
| Hebe       | ˈhiːbiː        |                                                                                              |                                                                                   |
| Hebrus     | ˈhiːbrəs       |                                                                                              |                                                                                   |
| Heliconius | ˌhɛlɨˈkoʊniəs  | De E a O: conecta Sithonius Lacus a Copaïs Palus                                             |                                                                                   |
| Helisson   | hiːˈlɪsɒn      |                                                                                              |                                                                                   |
| Hephaestus | hiːˈfɛstəs     |                                                                                              | Do deus Hefesto                                                                   |
| Heratemis  |                |                                                                                              |                                                                                   |
| Hiddekel   | ˈhɪdɨkɛl       | De NE a SO: conecta Ismenius Lacus a Fastigium Aryn na terminação ocidental de Sinus Sabaeus | Do nome hebraico para o Tigre, um rio da Mesopotâmia e um dos quatro rios do Éden |
| Hipparis   |                |                                                                                              |                                                                                   |
| Hippus     | ˈhɪpəs         |                                                                                              |                                                                                   |
| Hyblaeus   | hɨˈbliːəs      | De NE a SO: conecta o canal de Anian ao canal de Hephaestus                                  |                                                                                   |
| Hyctanis   |                |                                                                                              |                                                                                   |
| Hydaspes   | haɪˈdæspiːz    |                                                                                              | Do nome grego para o rio Jelum da Índia                                           |
| Hydraotes  | ˌhɪdreɪˈoʊtiːz | De SE a NO; conecta Margaritifer Sinus a Lunae Lacus                                         | Em referência ao nome grego para o Ravi da Índia                                  |
| Hydriacus  |                |                                                                                              |                                                                                   |
| Hylias     |                |                                                                                              |                                                                                   |
| Hyllus     | ˈhɪləs         |                                                                                              |                                                                                   |
| Hyphasis   |                |                                                                                              |                                                                                   |
| Hypsas     | ˈhɪpsəs        |                                                                                              |                                                                                   |
| Hyscus     | ˈhɪskəs        |                                                                                              |                                                                                   |

## I-M
| Idalius    | aɪˈdeɪliəs   |                                                         |                                                           |
| Ilissus    | aɪˈlɪsəs     |                                                         |                                                           |
| Indus      | ˈɪndəs       | De N a S: conecta Niliacus Lacus a Margaritifer Sinus   | Do rio Indo na Índia                                      |
| Iris       | ˈaɪrɨs       | De N a S: conecta Phoenicis Lacus ao canal de Ceraunius | Nomeado em referência à deusa do arco-íris Íris           |
| Isis       | ˈaɪsɨs       |                                                         | Da deusa egípcia Ísis                                     |
| Issedon    | ˈɪsɨdɒn      |                                                         |                                                           |
| Jamuna     | ˈdʒæmjuːnə   | De N a S; conecta Niliacus Lacus a Aurorae Sinus        | Do Yamuna ou Jumna, um rio da Índia                       |
| Jaxartes   | dʒækˈsɑrtiːz |                                                         | De um antigo nome para o Sir Dária, um rio da Transoxiana |
| Jordanis   | dʒɒrˈdeɪnɨs  |                                                         | Do rio Jordão na Terra Santa                              |
| Kison      | ˈkaɪsɒn      |                                                         |                                                           |
| Labotas    |              |                                                         |                                                           |
| Laestrygon | lɛsˈtraɪɡɒn  | De N a S: conecta Trivium Charontis a Mare Cimmerium    |                                                           |
| Leontes    | liːˈɒntiːz   |                                                         |                                                           |
| Lethes     | ˈliːθiːz     | De N a S: conecta o canal de Hephaestus a Syrtis Minor  | De Lete, um rio mítico de Hades                           |
| Liris      | ˈlaɪrɨs      |                                                         |                                                           |
| Maeander   | miːˈændər    |                                                         |                                                           |
| Magon      | ˈmeɪɡɒn      |                                                         |                                                           |
| Malva      | ˈmælvə       |                                                         |                                                           |
| Margus     | ˈmɑrɡəs      |                                                         |                                                           |
| Medus      | ˈmiːdəs      |                                                         |                                                           |
| Medusa     | miːˈdjuːsə   |                                                         | Do monstro mitológico Medusa                              |
| Mogrus     | ˈmoʊɡrəs     |                                                         |                                                           |

## N-O
| Nectar     | ˈnɛktɑr       | Corre a E a partir de Solis Lacus rumo a Nectaris Fons (próximo a Protei Regio)             | De néctar, a lendária bebida dos deuses                                            |
| Neda       | ˈniːdə        |                                                                                             | Um rio do Peloponeso                                                               |
| Nepenthes  | niːˈpɛnθiːz   | De NE a SO: da junção dos canais de Thoth e Triton a Syrtis Major via Lacus Moeris          |                                                                                    |
| Nereides   | niːˈriːədiːz  |                                                                                             | Da ninfa chamada Nereida                                                           |
| Nestus     | ˈnɛstəs       |                                                                                             | Um rio da Trácia                                                                   |
| Neudrus    | ˈnjuːdrəs     |                                                                                             | Um rio da Índia                                                                    |
| Nilokeras  | naɪˈlɒkɨræs   | De E a O: conecta Niliacus Lacus com Lunae Lacus                                            | Significa "chifre do Nilo"                                                         |
| Nilosyrtis | ˌnɪloʊˈsɪrtɨs | Uma formação larga similar a um canal, correndo de N da ponta de Syrtis Major a Coloë Palus |                                                                                    |
| Nilus      | ˈnaɪləs       |                                                                                             | Do Nilo, o rio do Egito                                                            |
| Nymphaeus  | nɪmˈfiːəs     |                                                                                             | Um rio da Armênia                                                                  |
| Oceanus    | oʊˈsiːənəs    |                                                                                             | De Oceano, um rio mítico circundando o mundo e o Titã que compartilhava deste nome |
| Ochus      | ˈoʊkəs        |                                                                                             | Um rio da Bactriana                                                                |
| Opharus    | ˈɒfərəs       |                                                                                             | Um rio da Sarmácia                                                                 |
| Orcus      | ˈɒrkəs        | De NO a SE: conecta Trivium Charontis a Nodus Gordii, onde este se torna o canal Eumenides  | De Orco, um sinônimo de Hades                                                      |
| Orontes    | oʊˈrɒntiːz    | De E a SO: conecta Serbonis Palus a Sabaeus Sinus                                           | Do rio Orontes, um rio da Síria                                                    |
| Orosines   |               |                                                                                             |                                                                                    |
| Oxus       | ˈɒksəs        | De NE a SO: conecta os canais de Deuteronilus e Indus                                       | De um antigo nome para o Amu Dária, um rio da Ásia Central                         |

## P-R
| Pactolus       | pækˈtoʊləs      |                                                                                     | Do rio Pactolo na Anatólia                                       |
| Padargus       | pəˈdɑrɡəs       |                                                                                     |                                                                  |
| Palamnus       | pəˈlæmnəs       |                                                                                     |                                                                  |
| Parcae         | ˈpɑrsiː         |                                                                                     |                                                                  |
| Peneus         | piːˈniːəs       | Corre na direção EO através de Hellas                                               | Do Rio Peneu no Peloponeso da Grécia                             |
| Permessus      | pɛrˈmɛsəs       |                                                                                     |                                                                  |
| Pierius        | paɪˈiːriəs      | De E a O: conecta Copaïs Palus e Arethusa Lacus                                     |                                                                  |
| Phasis         | ˈfeɪsɨs         | De N a S: conecta Phoenicis Lacus e Aonius Sinus                                    |                                                                  |
| Phison         | ˈfaɪsɒn         | De N a S: conecta Coloë Palus a Sinus Sabaeus                                       | De Pisom, um dos quatro rios do Éden                             |
| Phlegethon     | ˈflɛdʒɨθɒn      |                                                                                     | Do Flegetonte, um rio mítico de Hades                            |
| Protonilus     | ˌprɒtoʊˈnaɪləs  | De E a O: conecta Coloë Palus e Ismenius Lacus                                      | Significa "primeiro Nilo"                                        |
| Psychrus       | ˈsaɪkrəs        |                                                                                     |                                                                  |
| Pyramus        | ˈpɪrəməs        | S a partir do polo via Copaïs Palus até a junção dos canais de Boreosyrtis e Cadmus |                                                                  |
| Pyriphlegethon | ˌpɪrɨˈflɛdʒɨθɒn | De NO a SE: conectando Propontis e Lacus Phoenicis                                  | Do Pyriphlegethon ("ardente Phlegethon"), um rio mítico de Hades |
| Python         | ˈpaɪθɒn         |                                                                                     | Do monstro Píton que Apolo matou                                 |
| Rha            | ˈreɪ            |                                                                                     | De um nome clássico para o rio Volga                             |
| Rhyndacus      | ˈrɪndəkəs       |                                                                                     | Do nome de um rio na Anatólia                                    |

## S-X
| Scamander | skəˈmændər  | De S a N de Mare Chronium a Mare Cimmerium, entre Electris e Eridania                 | Do rio Escamandro em Trôade                                  |
| Sesamus   | ˈsɛsəməs    |                                                                                       | De um rio na Paflagônia                                      |
| Simoïs    | ˈsɪmoʊɨs    | De S a N de Mare Chronium a Mare Cimmerium entre Phaëthontis e Electris               | Do rio Simoïs em Trôade                                      |
| Sirenius  | saɪˈriːniəs | De N a S: conecta o canal Tanais próximo a Nerigos com a terminação E de Mare Sirenum | Significa "da Sereia                                         |
| Siris     | ˈsaɪrɨs     |                                                                                       | De um rio italiano na Lucânia                                |
| Sitacus   | ˈsɪtəkəs    | De NE a SO: conecta Coloë Palus a Fastigium Aryn                                      | Do nome de um rio em Pérsis                                  |
| Steropes  | ˈstɛroʊpiːz |                                                                                       | Do nome de um Ciclope                                        |
| Styx      | ˈstɪks      |                                                                                       | Do rio mítico Estige em Hades                                |
| Surius    | ˈsjuːriəs   |                                                                                       | De um rio em Cólquida                                        |
| Tanaïs    | ˈtæneɪɨs    |                                                                                       | De Tánais, um antigo nome para o rio Don na Sarmácia         |
| Tantalus  | ˈtæntələs   |                                                                                       | De Tântalo, um rei mítico aprisionado em Hades               |
| Tartarus  | ˈtɑrtərəs   | De N a S: conecta Trivium Charontis a Titanum Sinus                                   | De Tártaro, um nome para o Inferno                           |
| Tedanius  | tiːˈdeɪniəs |                                                                                       | De um rio na Ilíria                                          |
| Thermodon | θɛrˈmoʊdɒn  |                                                                                       |                                                              |
| Thoth     | ˈθɒθ        |                                                                                       | Do nome do antigo deus egípcio Tot                           |
| Thyanis   | ˈθaɪənɨs    |                                                                                       | Possivelmente um erro para Tíamo, um nome de um rio em Epiro |
| Titan     | ˈtaɪtən     |                                                                                       | De Titãs, os parentes e opositores dos deuses                |
| Tithonius | taɪˈθoʊniəs |                                                                                       |                                                              |
| Triton    | ˈtraɪtɒn    | De NO a SE: conecta o canal de Nepenthes à terminação ocidental de Mare Cimmerium     | Da divindade do mar Tritão                                   |
| Tyndis    | ˈtɪndɨs     |                                                                                       |                                                              |
| Typhon    | ˈtaɪfɒn     | De E a O: conecta Deltoton Sinus a Sirbonis Palus                                     |                                                              |
| Typhonius | taɪˈfoʊniəs |                                                                                       |                                                              |
| Ulysses   | juːˈlɪsiːz  |                                                                                       | De Ulisses, o nome romano para Odisseu                       |
| Uranius   | juːˈreɪniəs | De E a O: conecta Lunae Lacus a Ascraeus Lacus                                        |                                                              |
| Xanthus   | ˈzænθəs     | De N a S: conecta Mare Tyrrhenum a Promethei Sinus, entre Eridania e Ausonia          | Significa "amarelo"                                          |
| Xenius    | ˈziːniəs    | De NE a SO: conecta Arethusa Lacus a Dirce Fons                                       |                                                              |